# Arildis Engelbrecht
Arildis Engelbrecht SSpS (* 11. April 1903 in Röthlein; † 18. März 1943 in der Bismarcksee) war eine deutsche römisch-katholische Ordensfrau, Missionarin und Märtyrin.

## Leben
Paulina Engelbrecht, Tochter eines Landwirts, wuchs als ältestes von 7 Geschwistern in Röthlein (südlich Schweinfurt) auf. Sie ließ sich zur Näherin ausbilden und trat am 12. März 1925 im Alter von 21 Jahren in Vallendar in das Provinzhaus Marienau der Steyler Missionare und der Steyler Missionsschwestern ein. Am 8. Juni 1926 begann sie das Noviziat unter dem Ordensnamen Arildis. Am 8. Dezember 1928 legte sie ihre Ersten Gelübde ab und erlernte im St.-Josef-Krankenhaus Haan die Krankenpflege. Vom 8. Mai bis zum 25. Oktober 1931 reiste sie mit anderen in die Papua-Neuguinea-Mission, wo sie in der Station Alexishafen am 17. Januar 1934 die Ewigen Gelübde ablegte. Sie wirkte zuerst auf Tumleo Island, ab 1937 auf Kairiru Island. Nach der Besetzung von Papua-Neuguinea durch japanische Invasionstruppen 1942 wurde sie am 18. März 1943 zusammen mit Bischof Josef Lörks und zahlreichen weiteren Missionaren und Ordensschwestern auf dem Zerstörer Akikaze hingerichtet und ins Meer geworfen.

## Gedenken
Die Römisch-katholische Kirche in Deutschland hat Schwester Arildis Engelbrecht als Märtyrin in das deutsche Martyrologium des 20. Jahrhunderts aufgenommen.